# با چنگ و دندان
با چنگ و دندان (انگلیسی: Tooth and Nail) فیلمی در ژانر ترسناک است که در سال ۲۰۰۷ منتشر شد. از بازیگران آن می‌توان به ریچل مینر، رایدر استرانگ، مایکل کلی و رابرت کارادین اشاره کرد.